# Sicán-Kultur

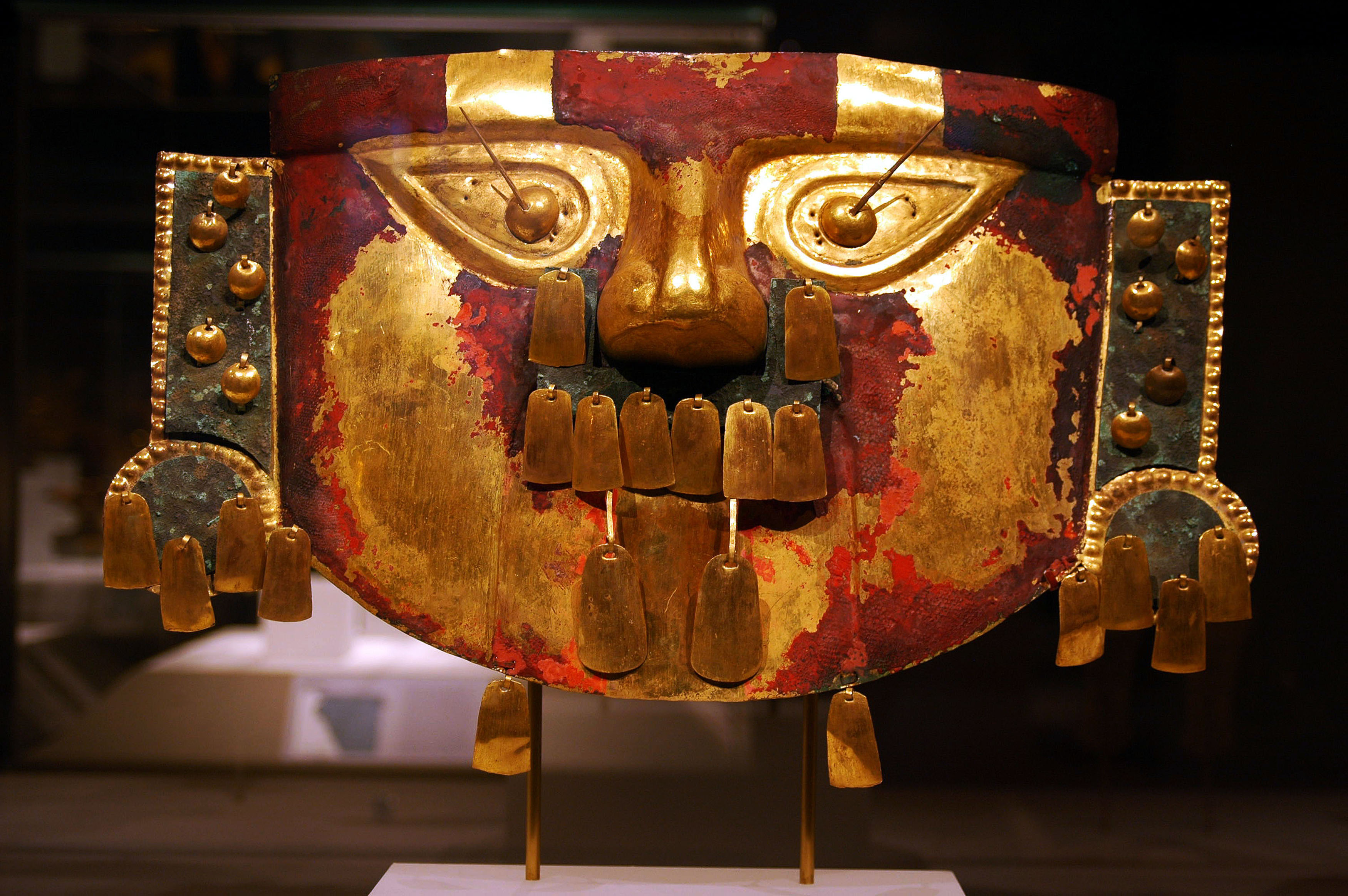
Eine in Batán ausgegrabene Goldmaske der Sicán-Kultur im Sicán-Nationalmuseum in Ferreñafe, Peru.

Die Sicán-Kultur (früher meist Lambayeque-Kultur genannt) war eine blühende Kultur im La-Leche-Tal an der Nordküste von Peru im Zeitraum von ca. 700 bis 1375, zwischen dem Ende der Moche-Kultur und dem Höhepunkt des Chimú-Imperiums. Sie ist historisch mit der Huari-Ausdehnung verbunden, von der sie eine lokale Entwicklung sein könnte. Es handelt sich um eine Prä-Inka-Zivilisation.
Seit umfangreichen Ausgrabungen Ende der 1970er Jahre verwenden die beteiligten Forscher bevorzugt die Bezeichnung Sicán-Kultur, die sie als einen kleineren Ausschnitt einer zeitlich länger anzusetzenden, übergreifenden Lambayeque-Kultur mit unterschiedlichen Ausprägungen begreifen.

## Hintergrund

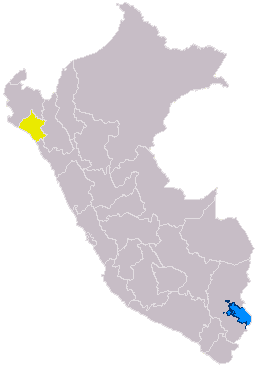
Lage der La-Leche-Region (gelb) mit den Fundstätten der Lambayeque-Kultur in Peru (blau: Titicacasee)

Batán Grande nahe der heutigen Stadt Chiclayo wurde zwischen 900 und 1100 zum politischen und religiösen Zentrum der Lambayeque-Kultur.  Sie bewohnte ein Gebiet des heutigen Peru zwischen den herrschenden Völkern Ecuadors im Norden und den großflächigen Gebieten der Chimú und der Chancay im Süden. Zu dieser Zeit prosperierte das in der Lambayeque-Region ansässige Volk als maritime Gemeinschaft und reisende Händler.
Die Etymologie des Wortes „Lambayeque“ kommt aus der Muchik- oder Yunga-Sprache, beide wurden an den Küsten Nordperus gesprochen und sind während der Kolonisation ausgestorben. Nach Cabello de Balboas Chronik (1586), wurde „Lambayeque“ aus dem Namen „NampaIlec“, also der mythischen Figur Ñaymlap, abgeleitet.

## Architektur und Kultur
Der japanische Archäologe Izumi Shimada aus Harvard wies 1979 bei konzentrierten Ausgrabungen um den Standort von Batán Grande nach, dass die Sicán-Kultur die schönste Goldschmiedekunst des antiken Peru anfertigte. Besonders beeindruckend sind die goldenen Begräbnismasken.
Die Bewohner bearbeiteten das Metall mit viel Geschick. Die Gräber der Batán-Grande-Herrscher  beinhalteten Becher aus Gold und Silber (keros), Smaragde, Perlen und so genannte „Grabs-Lasten“, mit Halbedelsteinen, Muscheln und Federn geschmückte Goldmasken. Andere Artefakte aus Ton, mit Muscheln verziertem Holz und Textilien, die Meeresvögel, Fische und Muscheltaucher darstellen, wurden weiter nördlich in Ecuador gefunden. Aus Schreiben spanischer Kolonisten in dieser Region entnimmt man, dass ein „Verantwortlicher Höchsten Grades“ einen roten Teppich aus „Spondyle“-Muschel kreieren muss, der unter den Schritten des Herrschers pulverisierte. Die Textilien und zahlreiche Objekte aus Keramik und aus Metall, die aus dem Lambayeque-Tal stammen, sind eine Kombination lokaler Elemente, der Mochicas und der Huari, mit charakteristischen Merkmalen wie beispielsweise Augen, hörnchenförmigen Kopfbedeckungen und Meeresmotiven.
Eine als Dekorationsmotiv häufig vorkommende figürliche Darstellung mit übertrieben geschlitzten Augen wurde anfänglich für ein Bild des mythischen „Ñaymlap“ gehalten. Sie wurde bei zahlreichen archäologischen Ausgrabungen in der Lambayeque-Region gefunden, insbesondere bei Ausgrabungen im Río-Saña-Tal auf rot, schwarz und weiß gefärbtem Mauerwerk. Identische Figuren mit Mandel-Augen und halbmondförmiger Frisur ähneln dem Abbild. Ñaymlap soll auch auf Lambayeques berüchtigtem Tumi (aus Gold und mit Edelsteine ausgeschmückter Opferdolch, der in der Moche- und Lambayeque-Kultur verwendet wurde) im Museo de Oro in Lima sowie auf diversen Stoff- und Keramik-Gegenständen zu finden sein.
Allerdings ist die Verbindung dieses Mythos zu den aus einem engeren Zeitfenster stammenden Funden der Sicán-Kultur (hauptsächlich Malereien und Goldartefakte) an den heute maßgeblichen Fundstätten unklar und die Identität der von den Sicán-Künstlern auf Bechern und Mauern dargestellten Figur mit Ñaymlap, dessen Legende aus einer ganz anderen Zeit überliefert wurde, bleibt eine ungewisse Vermutung.

## Hauptfundorte
Jede Pyramide wird von einer hierarchischen Gesellschaft regiert, an deren Spitze ein Herrscher residierte, der als Halbgott verehrt wurde. Pyramiden der Lambayeque-Kultur spielten eine besondere Rolle, sie halfen den Herrschern, sich die Kräfte des Berg-Gottes auszuleihen. Neue Entdeckungen zeigen, dass jeder Ort nach großen Naturkatastrophen verlassen wurde. In der Tat sind die vom El Niño verursachten meteorologischen Phänomene in diesem Teil der Welt besonders heftig. Die Auswirkungen dieser Phänomene wurden religiös gedeutet, beispielsweise als Ausdruck göttlichen Zorns. Demnach hatten die Kräfte der Pyramiden beim Schutz des Volkes versagt. Die Pyramiden wurden dann als verflucht angesehen und in einem „Reinigungsritual“ gebrandschatzt.
Batán Grande befindet sich im Tal des La-Leche-Flusses. Es handelt sich um eine Ansammlung von Pyramiden, die unter anderem auch als Huaca de la Cruz, Huara del Oro, Huaca Colorada und Huaca de los Ingenios bekannt sind. Sie wurden aus Steinen und Adobe-Ziegelsteinen (in der Sonne getrockneter Ton mit Stroh gemischt) hergerichtet und dann beschichtet. Infolge einer Überschwemmung könnte Batan Grande um 1100 n. Chr. verlassen und angezündet worden sein, und ein neuer Ort wurde in Túcume erschaffen. Um ca. 1350 n. Chr. wurde das Gebiet des Lambayeque-Volks durch der Ausbreitung des Chimú-Königreichs erobert, dessen Hauptstadt Chan Chan ist.

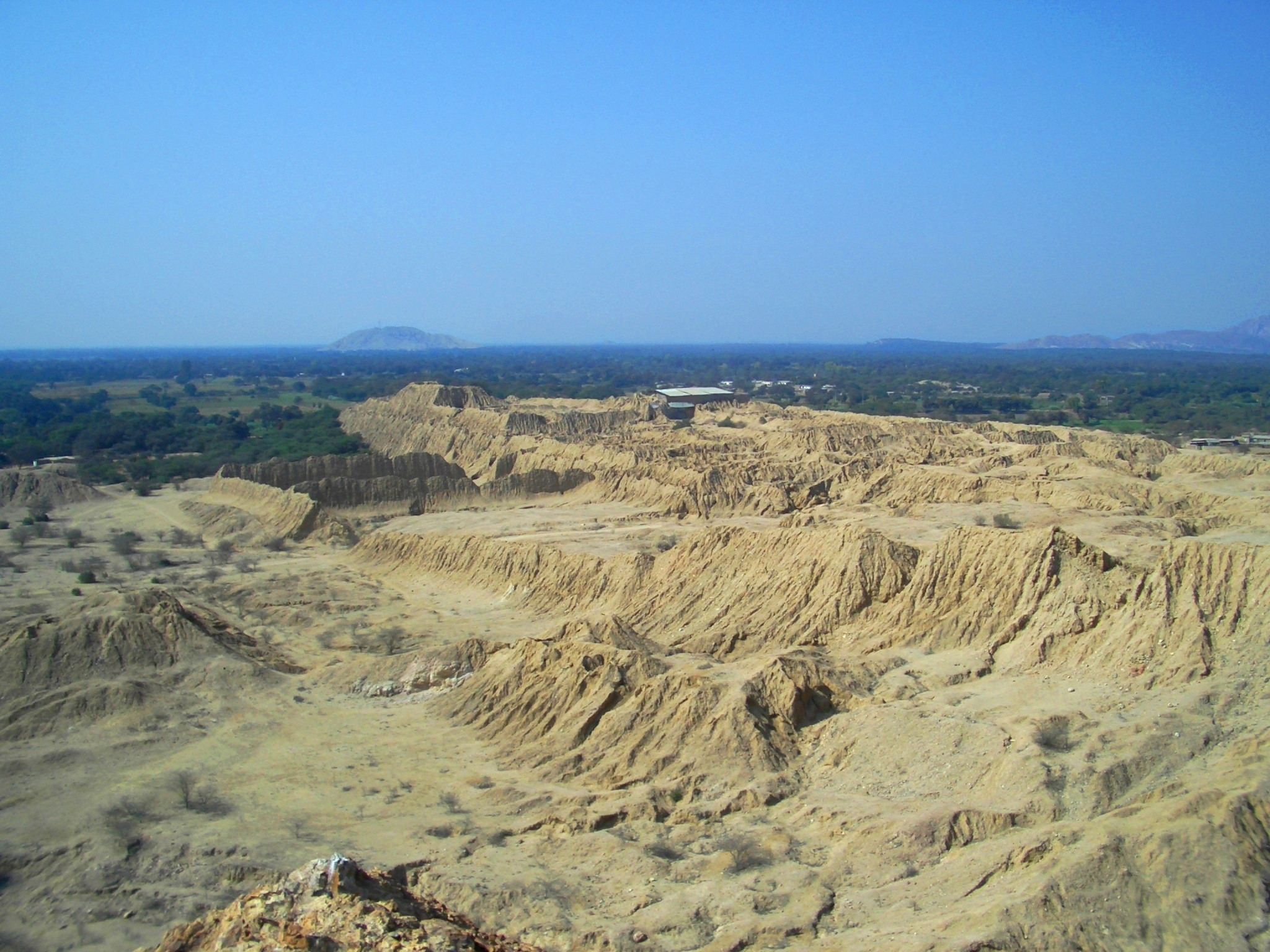
Blick über einen der Huaca-Bezirke von Túcume

Túcume befindet sich im La-Leche-Tal in der Nähe der heutigen Städte Mochumí und Lambayeque. Dieser weite archäologische Komplex wird auch El Purgatorio genannt. Er umfasst ein Gebiet von 220 Hektar und beinhaltet 26 pyramidale Strukturen, die wahrscheinlich von 600 bis 1000 n. Chr. datiert sind. Sie stellen die Glanzperiode der Lambayeque-, Chimú- und Huari-Kulturen dar. Es muss sich um eine Siedlung handeln, die am Fuß des Cerro-la-Raya-Bergs errichtet wurde, und deren kreisförmige Ebenen Überreste von Wohneinheiten, Kult-geweihten Pyramiden, Terrassen und Innenhöfen enthalten. Dort findet man Hinweise, die vom ursprünglichen Lambayeque bis zur Inca-Besatzung reichen, was zwei bemerkenswerte Bauwerke bezeugen: das „Huaca Larga“ mit kolossalen Maßen von mehr als 700 Meter, aus Adobe-Ziegelsteinen gebaut, und das kleine „Templo de la Piedra Sagrada“, das vom Archäologen Alfredo Narváez untersucht wurde. Dieser lieferte zahlreiche Informationen über religiöse Praktiken aus der Zeit der Lambayeque.
Túcume wurde anscheinend verlassen, als man über die Ankunft spanischer Armeen berichtete, die auf außergewöhnlichen Tieren ritten (vorher wurde noch nie ein Pferd gesehen), worauf die Bevölkerung von Panik erfasst wurde. 2005 wurden 119 enthauptete Leichen mit Spuren von Rauschgift gefunden; offenbar Menschenopfer. Als die Opfergabe nicht funktionierte, wurde der Ort verlassen und gereinigt.

## Die Legende von Ñaymlap
Ñaymlaps Existenz als legendärer Begründer einer Herrscherfamilie im Lambayeque-Tal wurde im 16. Jh. von dem Chronisten Cabello de Balboa schriftlich festgehalten.
Ñaymlap hat demnach das Ufer der Lambayeque-Küste mit einem Gefolge aus vierzig Edelleuten und zahlreichen Frauen und Dienern auf einem Boot aus geflochtenem Schilf erreicht. Er kam wahrscheinlich vom Pazifik. Manche Historiker, wie Thor Heyerdahl mit der Kon-Tiki, brachten die Hypothese einer ozeanischen Migration nach Peru vor. Ñaymlap bemächtigte sich des Lambayeque-Tals, dessen König er dann wurde.